# Blurt – Voll verplappert
Blurt – Voll verplappert (Originaltitel: Blurt; Arbeitstitel: Inside Voice) ist eine US-amerikanische Komödie des Fernsehsenders Nickelodeon aus dem Jahr 2018. In den USA fand die Premiere des Films am 19. Februar 2018 statt, die deutschsprachige Erstausstrahlung war am 1. April 2018.

## Handlung
Jeremy Martin ist ein durchschnittlicher Teenager. In seiner Schule wird er nicht sonderlich wahrgenommen, vor allem sein heimlicher Schwarm Corrine beachtet ihn nicht wirklich. Eines Tages wird er im Einkaufszentrum von einem Verkäufer für VR-Brillen angesprochen. Beim Testen des Gerätes fällt Jeremy jedoch in einen Springbrunnen und die VR-Brille bekommt einen Kurzschluss. Dadurch ist er ab sofort nicht mehr in der Lage, „für sich“ zu denken, stattdessen spricht er ab diesem Zeitpunkt sämtliche seiner Gedanken laut aus.
Nach anfänglichen Schwierigkeiten setzt Jeremy seine neue „Fähigkeit“ zu seinen Gunsten ein. So gelingt es ihm zum Beispiel endlich, Corrine anzusprechen, außerdem kandidiert er bei der Wahl zum Schülersprecher. Weil er alle seine Gedanken einfach ausspricht, gewinnt er zunächst sehr an Beliebtheit und Anerkennung unter seinen Mitschülern. Allerdings realisiert er auch die negativen Seiten, so zum Beispiel als er die Ideen seiner Schülersprecher-Mitbewerberin Milly als seine eigenen ausgibt und sie dadurch vor den Schülern bloßstellt. Außerdem bemerkt Jeremy, dass Corrines Interesse keineswegs ihm, sondern nur ihrer eigenen Beliebtheit gilt.
Gemeinsam mit seiner Schwester Victoria gelingt es Jeremy schließlich, seinen „Normalzustand“ wiederherzustellen und sich mit Milly auszusöhnen.

## Synchronisation
Die deutschsprachige Synchronisation des Films übernahm die EuroSync GmbH in Berlin unter der Dialogregie von Dagmar Preuß, das Dialogbuch verfasste Denise Naumann.
| Rolle                  | Darsteller           | Deutscher Sprecher  |
| Jeremy Martin          | Jace Norman          | Nicolas Rathod      |
| Milly Turkel           | Daniella Perkins     | Marie Hinze         |
| Victoria Martin        | JoJo Siwa            | Nina Schatton       |
| Corrine Spruce         | Lillian Doucet-Roche | Sarah Alles         |
| Flamenco-Tänzerin      | Tessa Tamura         | Jennifer Bischof    |
| Junge im Piratenkostüm | Demetri Kingsland    | Kaze Uzumaki        |
| Mrs. McCann            | Aliza Vellani        | Nicole Hannak       |
| Richie Capris          | James Rittinger      | Henning Nöhren      |
| Snob-Mädchen           | Jordyn Taylor        | Nina Arendt         |
| Spanischlehrerin       | Cynthia Mendez       | Ramona Rockenhausen |
| Verkäufer              | Scott Patey          | Fabian Heinrich     |

## Rezeption
Emily Ashby von der US-amerikanischen Initiative Common Sense Media, die Filme vor allem unter pädagogischen Gesichtspunkten bewertet, vergibt an Blurt – Voll verplappert drei von fünf möglichen Sternen. Der Film habe zwar nicht die Aussicht, „ein Klassiker zu werden“, biete jedoch sowohl eine „solide Familienunterhaltung“, als auch eine „anständige Botschaft zum Thema Selbstvertrauen“.